# 歐陽經宇
歐陽經宇（1902年—1989年1月）字纪纶，號镜笑，江西省兴国县潋江镇南门人。中华民国法学家、法官。

## 生平
歐陽經宇生于1902年（清朝光绪二十八年）7月。毕业于兴国县立中学。后入江西法政学校学习。曾赴广东参加国民革命军，任惠州警备司令部军事法官，历任国民革命军第二十二师胡宗南部的政训官，四川高等法院检察官、推事、庭长。民国三十四年（1945年），任最高法院推事兼庭长。此外还曾兼任司法官训练所、重庆大学、成都大学法律教授。民国三十八年（1949年）赴台湾。在台湾，曾任第三届司法院大法官。
1989年1月，歐陽經宇在台北逝世。

## 著作
- 《民法债编通则实用》
- 《债编各论》
- 《法学专论》[1]